# 英伍德山公園
英伍德山公園（Inwood Hill Park）是美國紐約曼哈頓的一個都市公園。和曼哈頓地區其他公園不同的是，英伍德山公園是天然林地，而非人工綠地，公園內的地形多位山地。英伍德山公園在哥倫布到來之前就已經有人類活動。19世紀時，英伍德山公園曾是富裕階級的住宅區。20世紀之後，英伍德山公園成為市有的公園對公眾開放。公園面積196.4英畝（79.5公頃）。

## 外部連結
- NYC Parks: Inwood Hill Park （页面存档备份，存于）